# Oriencjusz
Oriencjusz, Święty Oriencjusz, Oriencjusz z Auch, łac. Orientius (zm. w V wieku) – biskup Auch z Gaskonii, ojciec Kościoła i święty katolicki.
Informacje o nim pochodzą z żywota spisanego na początku VI wieku. Był biskupem Auch i posłem króla Teodoryka. W roku 439 pośredniczył między Wizygotami a Aecjuszem i Liktoriuszem. Autor Pisma napominającego (Commonitorium) – ułożonej wierszem mowy, która obok wykładu etyki zawiera także krótkie wyznanie wiary. Walczył z pogańskimi obyczajami. Zmarł przed 474 rokiem.
Jego wspomnienie liturgiczne w Kościele katolickim obchodzone jest 1 maja.